# Jeffrey Lau (medicus)
Jeffrey Lau (Paramaribo, 18 mei 1981) is een Surinaams huisarts en politicus. Hij is sinds 2025 lid van De Nationale Assemblée.

## Biografie
Jeffrey Lau studeerde in 2008 af met de titel doctorandus, vergelijkbaar met master, aan de Anton de Kom Universiteit van Suriname. Rond die tijd begon hij als huisarts. Hij werkte eerst bij het Academisch Ziekenhuis Paramaribo en vervolgens voor zijn eigen huisartsenpraktijk All Health in Paramaribo.
Sinds 2014 is hij daarnaast voorzitter van de zwemvereniging De Witte Lotus. Rond dezelfde jaren was hij ook verbonden aan de Chinese ondernemersvereniging Kong Ngie Tong Sang en secretaris van de Suriname Chinese United Association (SCUA). In 2023 was hij lid van de Nationale Commissie Jubileumjaren die het jubileum organiseerde van 170 jaar Chinese immigratie naar Suriname. Hij werd op 17 november 2015 onderscheiden als Ridder in de Ereorde van de Palm.
Lau is lid van de Nationale Partij Suriname (NPS) en was tijdens de verkiezingen van 2025 verkiesbaar op plaats 9. Hij werd niet direct verkozen, maar op 28 juli 2025 lid van DNA nadat er zetels vrijkwamen door de vorming van het nieuwe kabinet.